# Praça Franklin Roosevelt
A Praça Franklin Roosevelt, mais conhecida apenas como Praça Roosevelt, é um logradouro situado na área central da cidade brasileira de São Paulo, entre as ruas da Consolação e Augusta. Nela havia um conjunto arquitetônico de concreto construído na década de 1960 sobre a passagem subterrânea entre o Elevado Presidente João Goulart e a Ligação Leste-Oeste. A praça já foi conhecida também como Praça da Consolação.

## História

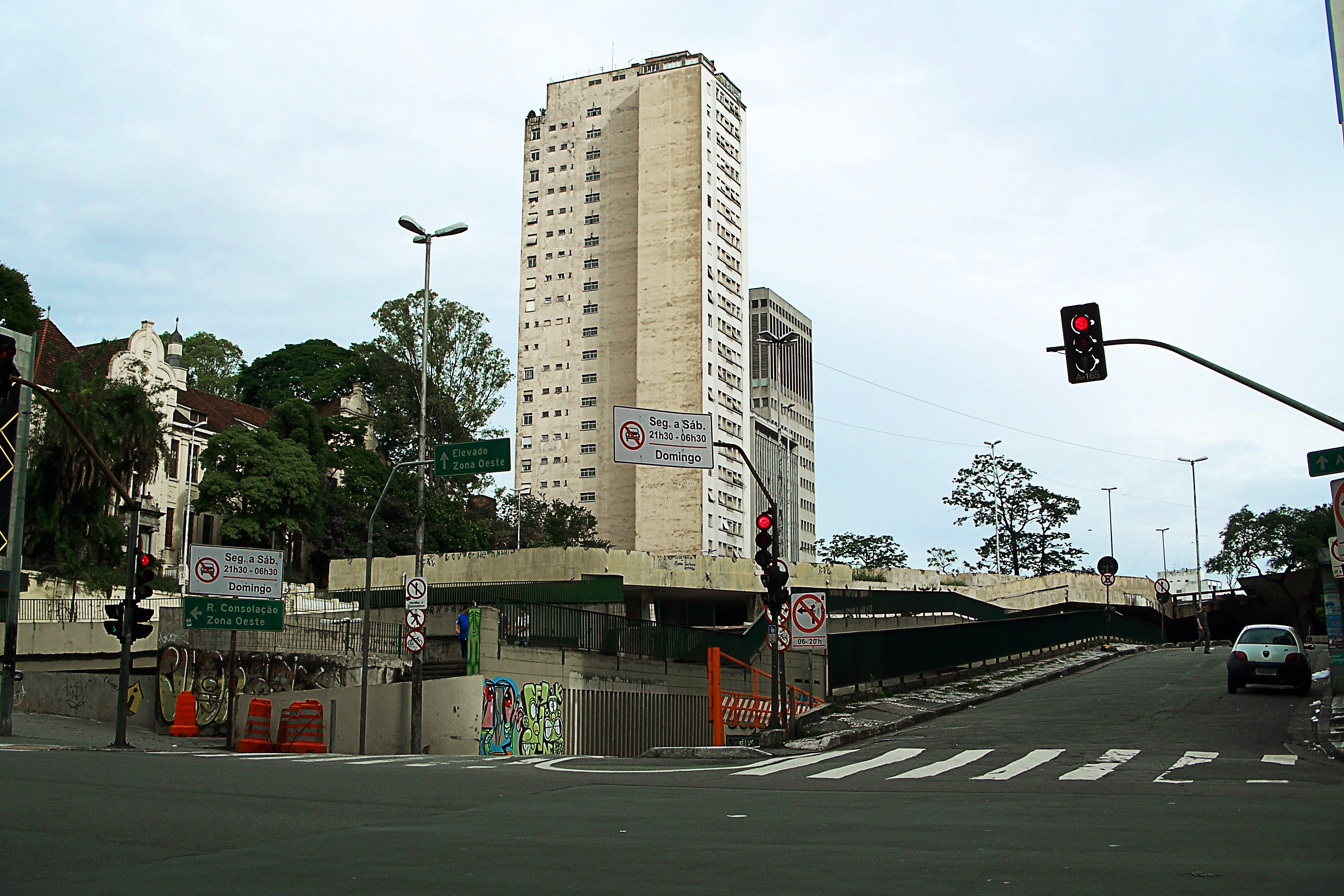
Praça Roosevelt, vista da esquina das ruas Martinho Prado e Martins Fontes. À esquerda é possível ver o prédio da Escola Caetano de Campos. No centro da foto encontra-se um dos acessos ao Minhocão.

A área onde hoje fica a praça pertencia a Dona Veridiana Prado no século XIX. Ela possuía um sobrado ao lado da antiga Igreja da Consolação, onde costumava ficar quando estava na capital. Na época, a região era considerada um dos subúrbios de São Paulo. Quando Dona Veridiana começou a construir seu palacete em Higienópolis, no final dos anos 1880, a chácara começou a ser loteada, dando origem a ruas e, mais tarde, àquela que ficou conhecida como Praça da Consolação.
No início do século XX ali funcionava o Velódromo de São Paulo, primeiro estádio de futebol do Brasil, desapropriado em 1915 para dar lugar à Rua Nestor Pestana. Quando começou a ser construída a Igreja Nossa Senhora da Consolação, de frente para a Rua da Consolação, em 1910, o terreno ao lado da nova igreja passou a ser usado como estacionamento e espaço para feiras livres. O terreno da praça foi cedido pelo Estado à Prefeitura em 1942 e descrito assim: "A área sita entre as ruas Consolação, Martinho Prado, Augusta e Olinda, e o terreno fechado remanescente da antiga Chácara Marinho Prado, área essa já ocupada para melhoramentos municipais e necessária à abertura da praça terminal da Avenida Ipiranga."
Criada originalmente sem planejamento, a praça foi asfaltada na década de 1950 sem o devido nivelamento de terreno, o que passou a causar deslizamentos que acabavam com parte do asfalto. Foi a partir dessa urbanização que nos registros oficiais da cidade passou a constar o nome do logradouro como Praça Roosevelt. A área livre atrás da igreja passou a ser um estacionamento para setecentos carros.
No local também funcionava uma feira livre às quartas-feiras e aos sábados; nos outros dias da semana o trecho asfaltado servia como estacionamento. A feira das quartas-feiras seria extinta em maio de 1961, com a intenção de melhorar o trânsito da região, enquanto a dos sábados seria extinta em janeiro de 1968. Já a partir dos anos 1950 o bairro em torno da praça começou a ver seus casarões ser demolidos, embora tenha tido árvores até antes do projeto de que seria alvo no final da década de 1960. Ao longo dos anos 1960 a região viveu sua "fase áurea", com cinemas de arte e boates frequentadas por artistas. "A Roosevelt era uma comunidade", lembrou em 2011 a atriz e diretora Dulce Muniz. "Na ditadura, fizemos daqui o nosso reduto. Todas as pessoas ligadas à arte vinham aqui. Com a construção da praça, a região foi decaindo."

### Projeto
Nos anos 1960 o prefeito da cidade, José Vicente Faria Lima, decidiu construir no local um grande conjunto arquitetônico, em projeto de urbanização anunciado em 1967, que incluía um centro cultural com auditório para duas mil pessoas e um conjunto educacional. O projeto foi realizado pelo paisagista Roberto Coelho Cardozo, português radicado no Brasil e professor de paisagismo na FAUUSP. O conjunto era formado por duas grandes estruturas de concreto. O projeto, com muito concreto e pouco verde, foi criticado desde sua concepção, como também posteriormente: pela revista Veja em São Paulo, que em 1985 classificou-o de "monstrengo arquitetônico", e pelo jornal Folha de S.Paulo, que em 2006 chamou-o de uma "intervenção desastrada". Em matéria sobre obras "equivocadas" em São Paulo, o projeto da Praça Roosevelt foi criticado novamente pela Veja em São Paulo em 1987: "O problema está mesmo na superfície. A praça tem excesso de cimentos, de escadas, de becos e construções. É feia. Não tem árvores nem jardins." Essa mesma matéria traz uma declaração de Paulo Mendes da Rocha, então presidente da sede paulista do Instituto de Arquitetos do Brasil: "A Praça Roosevelt é um bom exemplo do que nunca deve ser uma praça." Em maio de 2010 a praça foi qualificada como "ociosa" e "um ponto abandonado em meio a avenidas importantes da cidade" pelo portal Último Segundo.

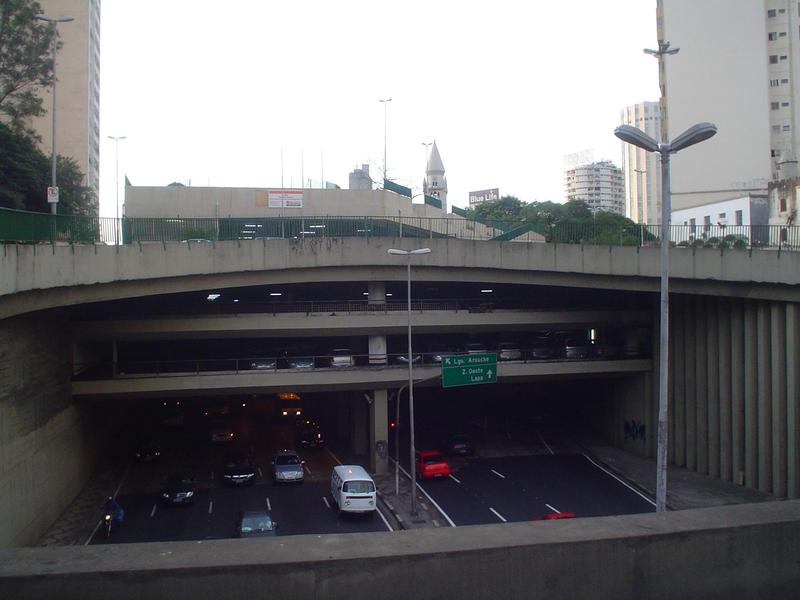
Trecho da Ligação Leste-Oeste sob a Praça Roosevelt, com a "Praça do Pentágono" acima.

Quando Jânio Quadros assumiu a prefeitura de São Paulo pela segunda vez, em 1986, anunciou a ideia de construir garagens subterrâneas sob diversas praças da cidade, e a Praça Roosevelt foi citada como precedente negativo durante a polêmica que se criou. Em matéria publicada pelo portal R7 em maio de 2010, Rita Gonçalves, gerente de intervenção urbana da Emurb, disse que a praça "ficou a desejar em questão de conservação". Ela também criticou a falta de acessibilidade do projeto, que teria sido pautado apenas por uma "reinvenção da paisagem", característica dos projetos da época em que as estruturas de concreto foram erguidas.
Numa das estruturas, mais próxima à Rua da Consolação e ao lado da Igreja Nossa Senhora da Consolação — que quase foi demolida quando da reforma —, havia duas rampas em formato cilíndrico que rodiavam um respiradouro da Ligação Leste-Oeste e davam acesso ao nível superior, batizado de "Praça dos Pombos", onde estavam projetados um pombal, um lago e muita vegetação. A outra estrutura, com 4 409,21 metros quadrados e em um nível acima da "Praça dos Pombos", era chamada de "Praça Pentagonal" e tinha alguns bancos de concreto. Para dar lugar às estruturas foram demolidos casarões que existiam nas laterais da igreja.

## Construção e inauguração
O contrato para a execução do projeto de reforma foi assinado em 27 de maio de 1968, por Faria Lima. Com um investimento de onze milhões de cruzeiros novos, era o maior contrato já firmado pela Prefeitura até então. A obra para passagem da Ligação Leste–Oeste por baixo da Rua da Consolação, entretanto, fazia parte de outro projeto e já estava em fase de conclusão.
O prazo inicial era de conclusão da reurbanização da praça em trezentos dias, e em julho ainda se previa que a conclusão se daria antes do fim do mandato do prefeito, em abril de 1969. Naquele mês de julho, cerca de seiscentos operários estavam trabalhando nas obras "24 horas por dia", segundo o jornal Diário Popular. Em 2 de agosto, a adjacente Rua Martinho Prado foi interditada pela Prefeitura para facilitar as obras, causando uma série de mudanças nos sentidos de várias ruas próximas.
O prazo não foi respeitado, e, em abril de 1969, um dos últimos atos de Faria Lima na Prefeitura — ele deixaria o cargo no dia 8 — foi uma confraternização com os operários da obra, após o encontro das frentes de pavimentação do subsolo. Os cerca de seiscentos funcionários foram homenageados com uma "chopada" oferecida pelo consórcio que tocava os trabalhos.
Naquele momento a previsão de entrega da nova versão da praça era o mês de agosto, mas ela só seria inaugurada em 25 de janeiro de 1970, dia do aniversário de 416 anos da cidade, com a presença do então presidente Emílio Garrastazu Médici, e após muita correria de funcionários da Prefeitura para aprontar a festa. Entre os eventos do dia da inauguração, houve uma exposição de obras do pintor Cândido Portinari, uma apresentação da Orquestra Sinfônica de São Paulo, regida pelo maestro Donald Johanos (o "quarto mais famoso do mundo" então), da sinfônica de Dallas, e uma exposição de esculturas ao ar livre, com obras de Cláudio Tozzi e Nicolas Vlavianos, entre outros.
Na verdade, apenas o espaço de 65 mil metros quadrados para passeio foi entregue. Outros itens do projeto, como um restaurante, quatro lojas, um estacionamento, um bar, um supermercado, uma agência de banco e um mercado de frutas e hortaliças ainda não estavam prontos, situação que não mudou nem cinco meses depois. "A praça continua a ser um fantasma de concreto armado, apesar das 'festinhas' promovidas pela Secretaria de Turismo da Prefeitura", escreveu O Estado de S. Paulo em junho.
Quando o estacionamento foi aberto, por um mês não foi cobrada tarifa dos usuários, sendo a concessão depois entregue à Serviços Automáticos Boa Viagem Ltda. Não demorou para a praça ser fechada para reformas por causa de infiltrações. "O melhor momento aqui era nos anos 1970 e 1980", lembrou, em entrevista ao portal G1, Renato Orbetelli, àquela altura o lojista mais antigo da Praça Roosevelt, com 43 anos no local. "Naquela época havia várias lojas, tudo ficava aberto. Essa região era de gente de alto padrão, alto poder aquisitivo. Depois dos anos 1990, quando o centro decaiu, tudo nos arredores foi junto."
A feira seguiu na praça e em 1985 foi usada para os testes de padronização das feiras paulistanas, que seriam aprovados e estendidos às demais feiras da cidade. Nessa época foram instituídos alvarás para as bancas, e só foi permitido obtê-lo quem tivesse recebido autorização para ali se estabelecer até 1964.

### Degradação

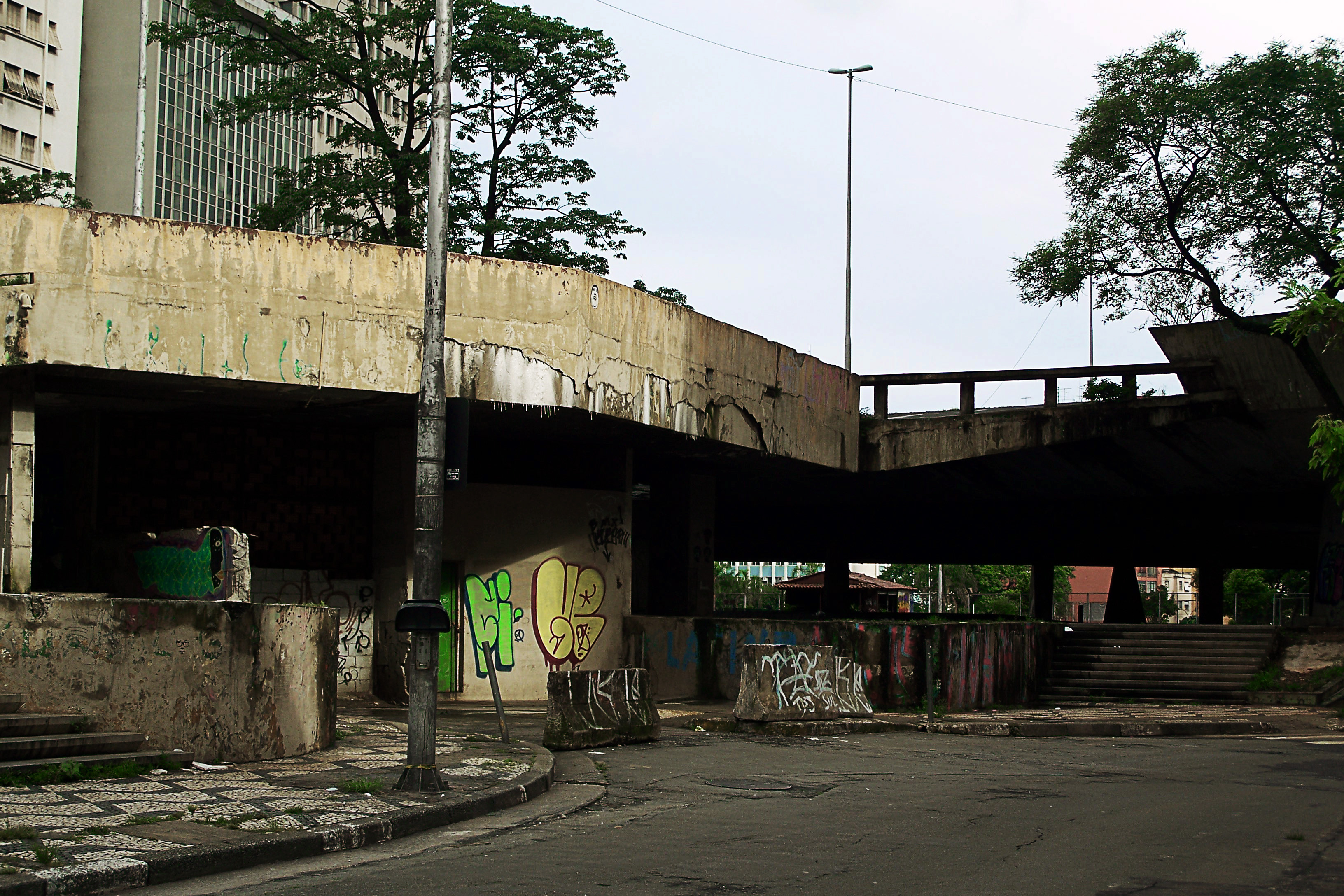
A estrutura da "Praça do Pentágono" em janeiro de 2010.

Nenhum dos empreendimentos instalados na praça a partir de sua inauguração deu certo. Apesar da intenção de que a praça virasse um marco da cidade, apenas três anos após a inauguração o local já tinha goteiras por todo lado, causando infiltrações que abriam rachaduras nas paredes, o piso estava remendado e os canteiros ainda não tinham flores. Nessa época, o Estadão citou uma crítica de frequentadores ao local: "Construída para ser a praça do futuro, a Roosevelt transformou-se em mais um monstro de concreto inacabado, entre os muitos que existem em São Paulo." Nunca foram colocados os azulejos previstos para a coluna em frente ao supermercado, que já estava enegrecida pela fuligem da poluição.
Dez anos após a inauguração, ainda havia a discussão sobre o projeto adotado na praça, que o Estadão via como contaminada por "forte dose de saudosismo" e "enorme influência do espírito interiorano, acostumado a ver a praça principal da cidade repleta de árvores, sob as quais estão os bancos cercando o coreto". Apesar disso, o jornal reconhecia que havia se passado pouco tempo para que o local tivesse tantos problemas, como rachaduras nas paredes e defeitos nos sistemas hidráulico e elétrico, cujo custo inicial para as soluções estava orçado em três milhões de cruzeiros, enquanto a Paulistur montava um projeto para transformar a praça num centro turístico.
Entretanto, o processo de degradação foi acelerado a partir da década de 1980, quando muitas das casas de show deixaram a praça, mas, em compensação, ela foi descoberta por skatistas como ponto de encontro para a prática do esporte. A escola que havia no local passou a ser constantemente invadida e depredada depois da desativação, e mesmo um emparedamento não resolveu o problema. O último a deixar a praça foi o supermercado Pão de Açúcar, em 2006, e  sua saída é considerada pela vizinhança como um dos motivos para a praça ter virado "esconderijo e marginais, drogados e moradores de rua".
Já na década de 1990 o jornal O Estado de S. Paulo escreveu que a praça era "um dos locais mais criticados pela população paulistana por causa da sujeira e do barulho". A praça, com rachaduras nas estruturas de concreto que causavam goteiras no espaço inferior, passou a ser tomada por mendigos e viciados em drogas, que ficavam embaixo da rampa ao lado da igreja durante a madrugada, deixando o local quando da chegada da Guarda Civil Metropolitana. "Se você der uma volta hoje por aqui, encontrará goteiras, moradores de rua e muita sujeira", disse o comerciante João Medeiros do Nascimento, que tem um estabelecimento no local, ao Jornal da Tarde em abril de 2007. Em novembro de 1997 tentou-se instalar na praça os 1,2 mil camelôs e artesãos que participavam de uma feira na Praça da República havia 20 anos, mas os artesãos protestaram e a iniciativa não foi para a frente. Nessa época, já falava-se em "demolição total da praça a partir de janeiro de 1998", com o plantio de árvores e canteiros e a construção de uma pista de cooper. "A praça tem construções de concreto acima do nível das ruas", explica José Eduardo Lefèvre, responsável pelos projetos de revitalização apresentados em 2005. "Você não enxerga o que tem dentro e não é atraído para entrar."

### Revitalização
O primeiro teatro, do grupo Os Satyros, chegou à praça em 2000, "para disputar espaço com traficantes e prostitutas", segundo relatou a revista Sãopaulo em 2011. "A praça estava destruída", contou Rodolfo Vázquez, um dos fundadores do grupo, em 2011. "A rotina com os traficantes era muito difícil. Eles quebravam as luzes das calçadas e ninguém queria passar por aqui. O primeiro período foi heroico. Ninguém que frequentava a região aceitava a gente." Em 2001 uma reforma de emergência, em que foram gastos 150 mil reais, facilitou o acesso de pedestres com a demolição de algumas muretas e o reparo de alguns gradis, e foram também retirados bancos com a intenção de impedir a presença moradores de rua. No ano seguinte um financiamento do Banco Interamericano de Desenvolvimento (BID) previa investimentos na recuperação de quatro praças na região central, uma delas a Roosevelt, que acabou sendo a única entre as quatro a não ser revitalizada, sob alegação de falta de uma discussão em audiência pública. Segundo Vázquez, a última vez que recebeu ameaças de traficantes foi em 2005, uma época em que os espetáculos apresentados nos teatros da praça começaram a fazer sucesso. Em junho desse mesmo ano, quando a praça era uma das "vitrines" do prefeito José Serra, então recém-empossado, e depois em abril de 2007 a prefeitura anunciou um plano de demolição da "Praça Pentagonal", para deixar a Praça Roosevelt totalmente plana, com a construção de um jardim, que ficaria pronto em abril de 2009, mas em abril de 2008 a licitação ainda não tinha sequer sido feita e, em junho, o Jornal da Tarde decretava, em manchete, que a reforma tinha "virado lenda".
Um dos fatores que teriam atrasado a obra foi o entulho que se acumulou sob a laje da "Praça Pentagonal", retirado em setembro de 2008. A demora na concretização dos projetos levou o secretário de Educação da gestão Gilberto Kassab, Alexandre Schneider, a classificar a praça como "calcanhar de Aquiles do governo", o que causou mal estar entre os governistas, embora depois o secretário tenha voltado atrás na declaração. Embora a estrutura de concreto seja considerada o principal motivo da degradação do local, muitos moradores são contra a demolição. Com a estrutura ainda degradada, em agosto de 2009 a casa noturna Kilt, na esquina da praça com a Rua Nestor Pestana, foi declarada de utilidade pública, com a intenção de transformar o local em área verde, mas até maio de 2010 ainda não tinha sido notificada oficialmente da desapropriação, apesar de a área da boate My Love, em frente à Kilt, também ter sido declarada de utilidade pública no dia 13. Entre as pessoas ouvidas pelo portal R7 à época, houve quem dissesse que as casas noturnas traziam segurança à área e quem dissesse exatamente o oposto. A Kilt seria lacrada em 23 de agosto de 2012, pegando de surpresa seus funcionários, que tiveram de fazer a mudança às pressas. A demolição teve início em 8 de setembro, e ao longo do processo vários pedestres pararam para tirar fotos do local.

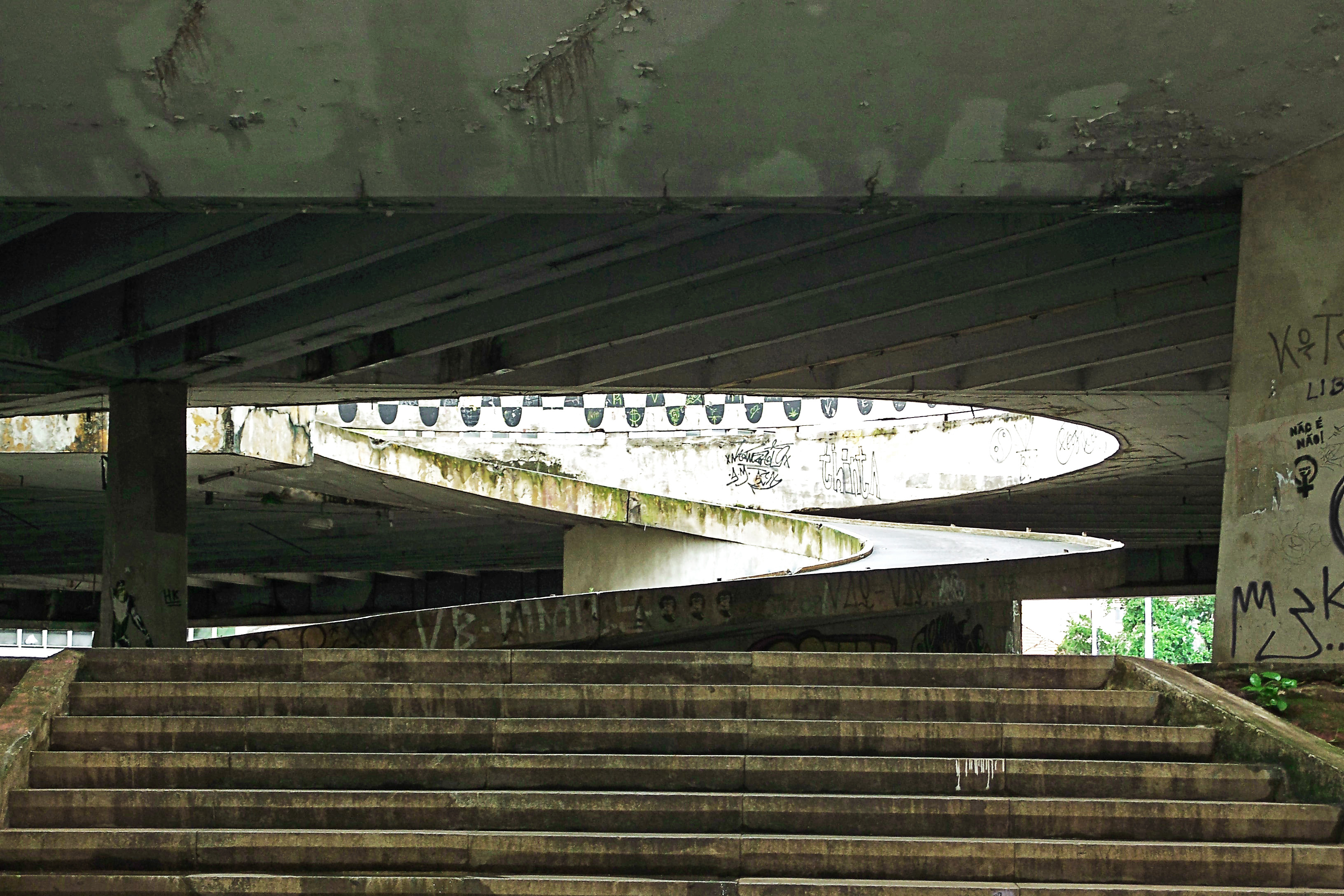
Rampa de acesso à "Praça do Pentágono", uma das estruturas da Praça Roosevelt, em janeiro de 2010.

A repercussão de um assalto em 5 de dezembro de 2009 à sede do grupo de teatro Parlapatões, que deixou o dramaturgo Mário Bortolotto ferido, deu origem a novas especulações sobre a sempre adiada revitalização da praça, cujo início passou a ser previsto para junho de 2010. Donos de estabelecimentos situados na praça usaram o espaço na mídia que obtiveram com o caso para reclamar da segurança e reivindicar uma maior presença policial na área, pois para eles ladrões estariam se misturando aos moradores de rua. Seis dias depois o BID anunciou que até o final de janeiro de 2010 poderia liberar quarenta milhões de reais para a reforma. "Estamos confiantes de que desta vez o projeto vai sair do papel", comemorou Raul Barretto, um dos fundadores dos Parlapatões, ao JT. "Existe um entendimento do poder público de que a praça precisa ser revitalizada." Um dos novos projetos divulgados foi a transformação de um prédio de onze andares localizado na Rua Martinho Prado, à margem da praça, na São Paulo Escola de Teatro, cujo orçamento está previsto em 4,2 milhões de reais, com previsão de entrega no segundo semestre de 2010.
O edital para concorrência pública saiu em 12 de janeiro de 2010, com previsão de demolições, obras de recuperação e reforço estrutural, reforma de espaços, construção de novas estruturas e implantação de ações de adequação, requalificação arquitetônica e paisagística da praça, além do plantio de duzentas árvores de espécies nativas. O projeto de revitalização elaborado pela Emurb previa, além da demolição das estruturas de concreto, a colocação de árvores e bancos no mesmo local, como incentivo para a ocupação do espaço, uma luminária para cada quinze metros quadrados, todas mais baixas que as copas das árvores para impedir sombras à noite, embora projeto divulgado três meses depois falasse apenas em diminuir o número de andares da estrutura de concreto, com construção de rampas e escadarias para melhorar o acesso. Para transformar a praça em um "espaço de convívio com segurança", está no projeto a implantação de um posto policial em local estratégico e a instalação de câmeras de segurança. A previsão era de um custo total de quarenta milhões de reais, com as obras durando 24 meses, embora não houvesse ainda previsão para o início. O Plano de Metas da Prefeitura de São Paulo prevê a conclusão para maio de 2011,
A expectativa era que as obras começassem em setembro, com o mínimo de intervenção possível nas ruas adjacentes e na avenida que passa por baixo da praça. "Não há como parar a Ligação Leste–Oeste, seria um transtorno enorme", explicou um diretor da Paulitec, empresa vencedora da concorrência para tocar o projeto. "Vamos fazer uma demolição cirúrgica. É uma obra complicada estrutural e operacionalmente." Moradores e comerciantes do entorno, entretanto, já não diziam mais acreditar que a reforma sairia do papel. "Ah, meu filho", explicou uma funcionária de uma das floriculturas da praça ao JT em agosto, "ano de eleição é sempre assim: prometem que vão fazer a reforma e não acontece nada." Outra moradora fez coro à descrença: "Tudo o que fizeram foi para pior. Tiraram o supermecado, a escola, botaram grade. Agora está vazio, você vê rato passando, um horror." O contrato foi assinado em 1 de setembro, com um orçamento de 36,8 milhões de reais, depois de aprovado pelo BID, que emprestaria 85% do valor da obra, com o restante sendo bancado pela Prefeitura. Em abril de 2012 a estimativa do orçamento tinha subido para 55 milhões de reais, embora a proporção referente ao empréstimo do BID tenha permanecido a mesma.
O início das obras acabou ocorrendo apenas em outubro, com previsão oficial de término para setembro de 2012, fez com que os comerciantes da região começassem a se preocupar com uma possível invasão de ratos em seus estabelecimentos, embora a Prefeitura tenha informado que não encontrou ratos na obra nem recebeu reclamações formais a respeito. O grupo Ação Local Roosevelt propôs que os tapumes colocados em volta da praça pudessem receber uma pintura com a história do local, o que, segundo representantes, seria melhor que pichações. Foram convidados 122 grafiteiros, que deixaram sua marca nos tapumes de alumínio que envolvem a praça durante a reforma. As demolições necessárias devem ser feitas manualmente, para não danificar as estruturas da Ligação Leste–Oeste, que serão mantidas, assim como as duas garagens. A primeira etapa previa a demolição do pentágono, assim como da antiga escola e do antigo supermercado; depois seriam demolidas as bases da Guarda Civil Metropolitana e da Polícia Militar e a ONG Centro de Informação da Mulher. A mudança da PM causou alguns atrasos na segunda fase de demolições, pois a corporação teve dificuldades para deixar a área que ocupava. Em janeiro de 2011 um dos engenheiros responsáveis pela obra estimou que 70% da demolição estivesse concluída, incluindo a maior parte do Pentágono. Moradores do entorno da praça aproveitaram as obras para solicitar melhorias, como calçadas ecológicas, plantio de árvores frutíferas e lixeiras mais resistentes. "A Roosevelt foi colocada em um buraco negro por muito tempo, e caberá aos moradores fazer alguma coisa para mudar essa triste realidade", reclamou uma moradora ao Jornal da Tarde em março. A Prefeitura, entretanto disse não ter recebido tais reivindicações. Em reunião na semana seguinte com os moradores, ela apresentou algumas das mudanças previstas, embora nenhuma delas estivesse entre as reivindicações citadas pelo JT. A igreja também passou a ter problemas com roubos e quebras de vitrais, e seus representantes culpavam a pouca visibilidade devido aos tapumes das obras.
Os moradores também diziam preocupar-se com a migração de usuários de crack oriundos da Cracolândia após a inauguração da praça reformada. Eles citavam em abril de 2012 que os usuários de droga que ficavam na área da "Nova Luz" teriam se espalhado após o início das ações policiais na região, em janeiro. "São dois anos convivendo com o barulho e a poeira, e, mesmo assim, não arrisco dizer que isso tudo vai valer a pena", disse uma moradora ao JT. "De que adianta reformar e não ter ninguém para cuidar e não ter nada que chame as pessoas para a praça?" Um especialista em urbanismo ouvido pelo Jornal da Tarde na época explicou que a degradação sofrida anteriormente pela praça poderia estar causando a sensação de desconfiança, mas garantiu que o sucesso da nova praça também dependia dos próprios moradores. "A chance de a praça virar uma nova cracolândia é de 50%", advertiu. "Se a população não ocupar a praça, daqui a um ano ela será um depósito de poeira e de todo tipo de problema. Cabe ao poder público planejar e construir a cidade para o cidadão, e nós temos de aprender a reocupar a cidade."
Os efeitos da reforma em andamento começaram a ser sentidos um ano antes da previsão de entrega da nova praça. A livraria HQ Mix, por exemplo, viu o valor do aluguel do imóvel onde ficava mais que dobrar e teve de deixá-lo em novembro. "Fui a primeira vítima [da valorização], muita coisa ainda está para acontecer", disse ao portal G1 em abril de 2012 o proprietário da livraria, que se mudou para Higienópolis. O dono do imóvel explicou que o aluguel que cobrava era mais baixo por causa da situação da praça quando ele adquiriu o imóvel, em meados dos anos 1990: "Quando cheguei tudo era muito barato e me achavam excêntrico por morar aqui. Hoje tenho de cobrar um preço mais real. Era uma situação válida quando não havia interessados. Agora há." Outros imóveis chegaram a ter seus valores de aluguel reajustados em até três vezes. Os teatros, que são considerados um dos principais motivos para a revitalização, passaram a se preocupar com o aumento dos aluguéis, já que apenas um deles é proprietário do imóvel que ocupa. "O aluguel dos teatros ainda está no mesmo valor porque o contrato é antigo. Mas eu acredito que vá haver uma mudança sim com a perspectiva [de reforma] da praça", disse o gerente de um dos teatros ao G1. "É um risco [o aumento dos preços]. Seria triste se o número de teatros caísse, não dá nem para pensar nisso. O Teatro do Ator mesmo está aqui há 16 anos."
Outro efeito da reforma foi a mudança da feira livre, àquela altura realizada na Rua João Guimarães Rosa, ao lado da praça: ela mudou-se no primeiro semestre de 2012 para a vizinha Rua Gravataí, de um quarteirão, que termina na Roosevelt. Os feirantes reclamaram da decisão, pois ficaram com menos espaço para expor seus produtos e os clientes ficaram com menos espaço para circulação. O prefeito Gilberto Kassab avisou em julho que a estada na Gravataí seria temporária, mas que o destino final da feira não seria a Praça Roosevelt, pois ela poderia "atrapalhar" a diversão dos visitantes da praça, segundo declaração do alcaide ao Jornal da Tarde. Essa decisão também gerou reclamações, tanto dos feirantes como de moradores vizinhos, que alegaram em entrevista ao JT não haver outras opções de mercados ou sacolões por perto. A feira acabaria mudando-se para a Rua Major Quedinho, depois de os feirantes rejeitarem três outras localidades sugeridas pela prefeitura. Ainda assim, no primeiro dia no novo local, 5 de agosto, a Comissão em Defesa da Feira Livre da Roosevelt fez um ato organizado, com um cortejo rumo à Rua Major Quedinho após a demarcação das antigas posições das barracas na Rua João Guimarães Rosa. Os representantes seguiam manifestando o desejo de voltar para a Praça Roosevelt. A Secretaria Municipal de Coordenação das Subprefeituras, entretanto, disse que em uma pesquisa que encomendou mais de 90% dos feirantes teriam concordado com a alteração. Eles, entretanto, reclamavam que essa teria sido a única opção que lhes foi dada. "Ou a gente aceitava a proposta da Prefeitura ou a feira seria extinta", explicou um deles. "Todos os feirantes queriam ficar lá", revelou outro. "Não existe essa história de que o nosso sindicato aprovou. Fomos obrigados a aceitar."
Em vistoria no início de fevereiro de 2012, Kassab garantiu que as reformas seriam concluídas no segundo semestre daquele ano. "É difícil, aqui, definir datas, mas vamos fazer o mais rápido possível e se pudermos [entregar] ainda no primeiro semestre, melhor ainda", explicou Kassab. Um trecho do calçamento, que já tinha sido totalmente reformado, acabou sendo refeito entre fevereiro e março de 2012, para que entrasse em conformidade com o projeto de acessibilidade a pessoas com mobilidade reduzida. A Secretaria de Infraestrutura Urbana e Obras garantiu que esse retrabalho não afetaria o cronograma de obras.
Os tapumes que cercavam as obras foram retirados em agosto, para que os operários pudessem trabalhar nos acessos à praça. Essa retirada permitiu que se visse "uma mudança drástica na paisagem", com a saída do concreto que antes lá havia, substituído por um espaço aberto mais colorido, com canteiros com árvores e bancos de madeira. Um grupo de moradores convidado para fazer uma "vistoria" na praça disse ter aprovado o resultado. "Antes a praça era cinza, com cimento caindo, e perigosa", lembrou o presidente da Ação Local Roosevelt ao JT. "Agora não. Está bem colorida: verde, laranja, beringela. E a iluminação também é muito boa, com lâmpadas LED. Nossa esperança é que a comunidade tome conta do lugar." Comerciantes ouvidos pelo jornal disseram que a retirada dos tapumes aumentou a sensação de segurança. "Deu até uma sensação de liberdade, de olhar para a frente e não ver um paredão", comentou um deles. Havia também que desconfiasse, como uma mulher citada pelo JT: "Ninguém sabe direito como vai ficar depois que inaugurar. Se não tomar cuidado, enche de viciados em drogas de novo."

### Nova praça
No início de setembro foi marcada a inauguração, para o dia 29, fim de semana anterior ao da eleição para prefeito, embora a praça tenha sido cenário de uma festa popular no mês anterior, o que funcionou, segundo o JT, como "uma espécie de inauguração não-oficial". A inauguração, marcada por manifestações contra o prefeito Kassab, não foi total: além do estacionamento, que ainda não tinha sido entregue por não fazer parte do mesmo contrato que a reforma, a base da Polícia Militar prometida também não estava pronta, devido a uma mudança no projeto, segundo o secretário de Infraestrutura Urbana.

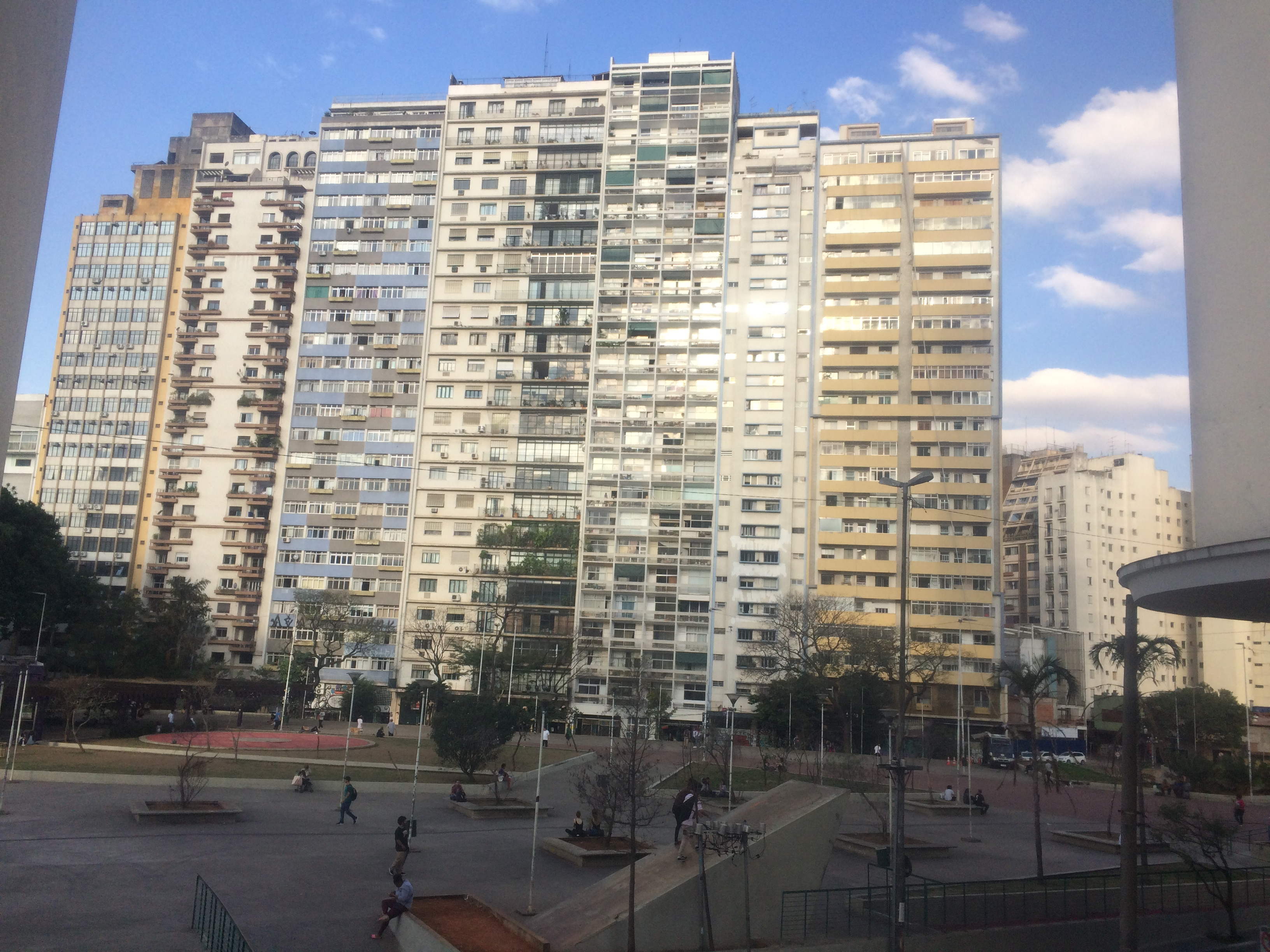
Vista da Praça Roosevelt a partir da esquina das ruas Guimarães Rosa e Gravataí, em 2018, após as reformas daquela década.

Um ano após a reforma, algumas das melhorias prometidas ainda não tinham sido entregues, como a base da Polícia Militar e os quiosques que seriam ocupados por vendedores de flores, que ainda estavam vazios. Em relação à base policial, a resposta da prefeitura culpou a burocracia: "O prédio da Base da Polícia Militar foi concluído, mas como houve modificações a pedido da Polícia Militar, os itens do novo projeto serão licitados e executados em outro contrato. A Prefeitura está em tratativas com a Polícia Militar para definir a data de execução deste novo projeto." Além disso, o estacionamento subterrâneo estava previsto apenas para 2014 e não tinham saído do papel intervenções prometidas a skatistas, cuja atividade tinha apenas um espaço delimitado por placas educativas, assim como um horário determinado para a prática. O presidente da Ação Local da Praça Roosevelt reclamou dessa situação à revista Veja São Paulo: "Trouxe mais problemas do que benefícios. Nós, como moradores, solicitamos veementemente que algumas coisas fossem corrigidas no projeto." A reportagem, contudo, também contava com o depoimento dissonante de uma moradora dos arredores: "A praça estava abandonada. Não está do jeito que a gente quer, mas está melhor. Só precisa organizar um pouco."
A garagem subterrânea foi reaberta em 1 de dezembro de 2014, com 533 vagas, sob administração da Companhia de Engenharia de Tráfego (CET) e valores mais baixos que os do estacionamento também operado pela CET no Terminal Pinheiros. O espaço passou a ficar aberto 24 horas por dia. Dois dias antes, o espaço para skatistas foi aberto na praça, com 1 152 metros quadrados e batizado de "Skate Plaza". O novo espaço não serviu para aplacar as reclamações de moradores da vizinhança, que alegavam que os skatistas não se restringiam ao local e faziam barulho na frente dos edifícios vizinhos. Além disso, o local apareceu pichado 24 horas depois de inaugurado, e a empresa responsável pela manutenção da área cogitou pintar ali um grafite, para inibir novas pichações: "Se pintamos em um dia, no outro já está pichado de novo, mas acredito que os skatistas vão respeitar o grafite, então será uma boa solução." A parceria com essa empresa também previa a instalação de câmeras até meados de 2015, para monitorar até dezoito pontos da praça toda, incluindo duas delas na pista de skate, sendo que uma teria acesso liberado para a polícia.
Menos de quatro anos após a reabertura, a nova praça seguia com problemas de depredações, além da persistência das reclamações de vizinhos contra o barulho, relatados por uma reportagem da Veja São Paulo em março de 2016. Além do barulho durante a madrugada, causado por grupos de jovens, o lixo se acumulava, atraindo ratos. As depredações inutilizaram o parquinho infantil do local, com danos também à iluminação da praça e ao banheiro e a dois dos quiosques. A Prefeitura prometeu reformar os locais.

## Vida cultural
Antes da construção das estruturas de concreto, era na Praça Roosevelt que se encontravam expoentes da Bossa Nova em São Paulo. No restaurante Baiúca, que ficava na Praça, reuniam-se nomes como Johnny Alf e Zimbo Trio ao longo das décadas de 1950 e 1960. O primeiro show de Elis Regina na cidade foi no bar Djalma's, também localizado na praça, em 5 de agosto de 1964, que lhe valeu um cachê de cinco cruzeiros. Até fins da década de 2000 o bar, já com outro nome, ainda recebia fãs de Elis. "O ambiente da praça era propício", contou a cantora Alaíde Costa ao JT em 2008. "Parecia que todo mundo gostava e entendia de música por lá. A Praça Roosevelt foi um lugar inesquecível." Completa o musicólogo Zuza Homem de Mello: "A Praça Roosevelt tinha música na veia."
Foi também na praça que surgiu o Cine Bijou, o primeiro cinema de arte da cidade. Inaugurado em 1962, passou a ser uma das principais salas exibindo filmes de arte na cidade, mas entrou em decadência junto com a praça. Com isso, os filmes de arte deram lugar a títulos mais comerciais, mas isso não impediu que o cinema fechasse as portas nos anos 1990. No prédio do cinema passou a funcionar o Teatro Studio 184. Parte do prédio, entretanto, voltou a exibir filmes de arte quinzenalmente a partir de 2011.
Além dos eventos culturais realizados quando da inauguração das estruturas de concreto, em 25 de janeiro de 1970, naquele dia foi aberta uma exposição de escultuas monumentais ao ar livre, segundo a revista Veja para "sondar a capacidade inventiva dos artistas e a reação do público". O Colégio Visconde de Porto Seguro funcionou na Praça Roosevelt até a década de 1970; o prédio hoje é ocupado por um dos desmembramentos da Escola Estadual Caetano de Campos — o outro, que manteve o mesmo nome, fica no bairro da Aclimação.
No começo do século XXI a chegada de grupos teatrais, como os Parlapatões e os Satyros, deu novos ares culturais à praça, sem, no entanto, aliviar a degradação social das estruturas de concreto. "Quando chegamos à praça, em dezembro de 2000, a Roosevelt era considerada um dos locais mais perigosos do centro de São Paulo, comparável à Cracolândia em violência e número de assassinatos", contou Rodolfo García Vázquez, fundador dos Satyros, à Folha de S.Paulo em 2007. "Com o decorrer dos anos, pela ação dos teatros principalmente, a praça passou a ser uma área de cultura e arte, rodeada de vários bolsões de prostituição e tráfico." Para o JT, "a praça se tornou um dos endereços alternativos da classe artística de São Paulo". Diogo Viana, diretor do mesmo grupo, comparou em 2009 os dois momentos da Praça ao Jornal da Tarde: "No começo aqui era um depósito de lixo. Os traficantes de droga viviam ameaçando a gente. Hoje a Roosevelt virou um espaço para o teatro underground. Um teatro veloz, onde tudo pode acontecer." Os Satyros criaram em 2005 as Satyrianas, um festival de artes cênicas que foi incorporado pelo calendário oficial de eventos da cidade. Inicialmente realizado na própria praça, com diversas apresentações teatrais atravessando a madrugada com preços de ingressos ditados por cada espectador, em 2010 foi realizada a um quarteirão dali, na esquina das ruas Augusta e Caio Prado, por causa das reformas.
Os teatros fizeram outros ramos florescer no entorno, como os bares. A livraria HQ Mix, especializada em quadrinhos, também instalou-se na praça e passou a fazer até seis lançamentos mensais, apostando no movimento noturno gerado pelos teatros. A poucos metros da praça, a Rua Avanhandava tornou-se na mesma época um polo de restaurantes sofisticados. Os bares foram motivo de polêmica em abril de 2010, quando reportagem do Jornal da Tarde flagrou mesas colocadas pelo bar dos Satyros entre os canteiros e jardins da praça nas noites entre quarta e sábado. O grupo teatral disse ter autorização da Subprefeitura da Sé para ocupar a praça com atividades culturais, mas o órgão da prefeitura alegou que a autorização para colocar mesas e cadeiras era para apenas um evento e que o estabalecimento poderia ser multado e até fechado. Pessoas ouvidas pelo JT tinham opinião dividida, com alguns reclamando da ocupação de um espaço público por uma empresa particular e outros aprovando a iniciativa, por causa da alegada inoperância do poder público em fazê-lo. Em maio as mesas e cadeiras já haviam sido retirados, mas o bar dos Satyros informou à época que entrara com novo pedido na Subprefeitura da Sé para fazer atividades culturais em junho, com a intenção de renová-lo todos os meses.
A Praça Roosevelt tem sido também o ponto final de concentração da Parada do orgulho LGBT de São Paulo. Ela serviu ainda de inspiração para a dramaturga alemã Dea Loher, que escreveu a peça A Vida na Praça Roosevelt (Das Leben auf der Praça Roosevelt, em alemão), formada por esquetes, muitos baseados em fatos reais. "Descobri a praça com os olhos deles", contou a dramaturga à Folha de S.Paulo em 2004, referindo-se aos fundadores dos Satyros. "Eles abriram esse microcosmos para mim como modelo miniatura da sociedade, com as hierarquias e os conflitos. De repente, pareceu quase lógico escrever sobre a praça."
Em setembro de 2009 os estabelecimentos comerciais da praça receberam uma exposição de jornais franceses raros da segunda metade do século XIX. As reproduções, com gravuras da classe artística foram espalhadas por diversos estabelecimentos, da loja de produtos para animais ao carrinho de pipoqueiro que costuma ficar na frente dos teatros. "A intenção é unir os moradores e frequentadores da praça, tão degradada, em torno do que lhe é mais característico, o teatro, a arte", disse o organizador, Dario Bueno, ao Jornal da Tarde. "Fui tão bem acolhido, não queria deixar ninguém de fora. Bati de porta em porta e o interesse foi geral." Quatro meses depois, quando do aniversário de quarenta anos da nova praça, Bueno organizou nos mesmos moldes uma exposição com fotos da reforma. Na Virada Cultural de 2010 a praça sediou a "Dimensão Nerd", com RPG, cosplay e fãs de histórias em quadrinhos e ficção científica. Segundo o sítio do jornal O Estado de S. Paulo, comerciantes da região disseram que moradores de rua resistentes teriam sido tirados à força da praça por guardas municipais na véspera do evento.